# شن يوان
شن يوان (بالفرنسية: Shen Yuan)‏ هي نحّاتة فرنسية، ولدت في 1959 في فوزهو في الصين.